# Todos Gostam do Verão
Todos Gostam Do Verão (A todos les gusta el verano) es la versión portuguesa del clásico programa veraniego español Grand Prix del verano. 
Producido por Europroducciones, Todos Gostam Do Verão fue emitido en el verano de 2009 por el canal portugués SIC con una audiencia media proporcional de más del 30%, llegando a superar en algunas ocasiones el 40% de share y se grabó en los estudios de El Álamo, al igual que la versión española con los mismos decorados e incluso tiene la misma sintonía y  es idéntico en pruebas.

## Historia
La versión original comenzó en España en 1995 y fue emitida por TVE hasta 2005. En 2007 cambió de cadena y fue emitido por las cadenas pertenecientes a la FORTA hasta 2009.
Tras tantos años de emisión en España con gran éxito de audiencia, Europroducciones decidió hacer una versión de este programa en Portugal, al igual que ya hizo una en Italia (In Famiglia). La cadena portuguesa SIC compró los derechos del programa y se estrenó en el verano de 2009 presentado por Carolina Patrocínio y João Manzarra. En su estreno, el programa cosechó un 34,8% de share, lo que supone más de catorce puntos por encima de la media de la cadena (20% de share y 1.235.700 de espectadores).
En 2010, se esperaba realizar la segunda edición de este programa, pero debido a que en España no se hizo  Grand Prix en el 2010, la cadena portuguesa SIC decidió no hacer tampoco una nueva edición de Todos Gostam do verão porque hacer el programa hubiera costado cuatro veces más que hacerlo en los estudios españoles.

## Funcionamiento
El formato consiste en el enfrentamiento entre 2 pueblos de la geografía portuguesa, que tendrán que superar varias pruebas y obstáculos para intentar conseguir el mayor número de puntos que den la victoria a su localidad. Para ello deberán superar varias pruebas de obstáculos, algunas basadas en juegos populares como "Los bolos", otras de carácter físico como "Troncos loucos". Muchas de las pruebas estaban basadas en pruebas del programa japonés Humor Amarillo (como "Troncos loucos" o muchas de las gymkanas), aunque con diferencias notables en otras.  

## Pruebas realizadas
- Troncu Locu: Esta prueba es tradicional del grand prix. se disputa sobre la piscina, sobre ella hay unos troncos que ruedan y ruedan sin parar. Los concursantes tienen que transportar los salmones de un lado de la piscina a otro sobre los 7 troncos sin caerse al agua. El equipo que más salmones pase, gana la prueba.

- Los piratas: Esta prueba se juega sobre la piscina. Sobre ella se colocara un tronco(sin moverse) muy largo, pero resbaladizo. Los concursantes tendrán que transportar los cofres del tesoro de un lado de la piscina a otro. Los del otro equipo les lanzaran bolas gigantes que no hacen daño para intentar tirarlos al agua. Ganara el equipo que más cofres del tesoro pase.

- Los Ki-monos: Esta prueba se realiza sobre la piscina. Los concursantes tendrán que impulsarse sobre la cama elástica y entrar por un agujero, después tendrán que pasar por la red sin caerse al agua y llegar a una plataforma. Allí cogerán un plátano y tendrán que colgarse en una barra para después lanzarse al suelo. Gana el equipo que más plátanos consiga.

- Bolas Acuáticas: Esta prueba se desarrolla mayormente en la piscina. Los 2 concursantes de cada equipo tendrán que ir dentro de una bola de aire gigante. Realizarán el siguiente recorrido y gana el equipo que gane antes 2 carreras:

1º Subir una rampa.
2º Tirarse a la piscina e ir haciendo zig zag en las boyas.
3º Bajar la rampa y colocarse en el flotador.
- Bowling humano: Esta prueba todos los años es la penúltima del programa antes del diccionario. Trata de que un jugador, con los ojos tapados, debe derribar a ocho jugadores del equipo contrario vestidos con un disfraz de bolo, con una bola muy grande y recibiendo indicaciones de su padrino o madrina.

- Maquina do tempo: Esta prueba consta de 3 ruedas de distinto tamaño que giran a distinta velocidad. los concursantes tendrán que darle la vuelta a la rueda en sentido contrario a la que ésta gira. La prueba dura dos tandas, una para cada equipo. En este juego hay dos variantes:

1- Los concursantes llevarán dos cubas con pelotas de colores, y tendrán que pasar en mayor número de bolas al otro lado de las 3 ruedas. Hasta que el concursante no salga de la pista de las ruedas no podrá salir el siguiente. Gana en equipo que más pelotas consiga llevar al otro lado de las ruedas.
2-A los concursantes les pasarán una pelota que deberán encestar en una canasta con valor de un punto. En el momento que la encesten se saldrán de la pista y dejarán paso al siguiente. Cada 4 concursantes las bolas serán de valor de 2 puntos. Gana el equipo que más puntos consiga.
2-B Los concursantes tendrán que dar una vuelta a la primera rueda y coger una bola del mundo que estará colgada del techo, la cogerán, se la darán a su compañero que está fuera y pasarán a la siguiente rueda. Así hasta las tres ruedas. No pueden pasar a otra rueda sin conseguir esa bola del mundo. Ganará el equipo que más bolas del mundo consiga.
- Tiro al Pingüipato: En esta prueba, los concursantes de un equipo tendrán que atravesar la cinta transportadora disfrazados con trajes de pingüinos y patos. Mientras tanto, dos componentes del equipo contrario estarán lanzándoles una bola gigante cada uno (tensada con una goma elástica), para intentar derribarlos. Gana el equipo que consiga pasar más pingüinos y patos.

- Baloncesto en Pañales: En esta prueba, los concursantes irán vestidos de "bebés golosos" y tendrán que atravesar la cinta transportadora con una pelota que tendrán que encestar en una canasta que se encuentra al final de la cinta. Los concursantes irán saliendo de forma que se vayan alternando un "bebé" de cada equipo , con bolas de su color que valen 1 punto. Cada 3 concursantes de cada equipo, un "bebé" llevará una pelota roja, que tiene valor de 2 puntos. La prueba se disputa durante 2 tiempos, y gana el equipo que enceste más bolas y con los pies en el aire a lo largo de las 2 tandas.

- Vuelo supermosca: Los concursantes pasarán por las paralelas infernales y después se lanzarán por una guillotina y se tendrán que quedar pegados en una telaraña. Gana el que más concursantes deje pegados en la telaraña.

## Estructura de cada programa
- Máquina do tiempo (4pts para el ganador-2pts para el perdedor)
- Troncu Locu (4pts para el ganador-2pts para el perdedor)
- Prueba variable (3pts para el ganador-1pts para el perdedor)
- Prueba variable (3pts para el ganador-1pts para el perdedor)
- Prueba variable (3pts para el ganador-1pts para el perdedor)
- Prueba variable (3pts para el ganador-1pts para el perdedor)
- Bowling humano (Cada bolo que se tire vale por 3pts)

## Presentadores
- 2009: Carolina Patrocínio y João Manzarra

## Localidades que han participado
| Equipo azul       | Equipo amarillo | Resultado |
| Oporto            | Lisboa          | 29-32     |
| Portimão          | Évora           | 24-31     |
| Loures            | Faro            | 19-27     |
| Oeiras            | Braya           | 25-24     |
| Loiras            | Morenas         | 30-25     |
| Costa de Caparica | Praia Espinho   | 32-23     |
| Praia Granja      | Praia Albufeira | 24-31     |
| Portugal          | España          | 26-20     |

## Especial España-Portugal
El último programa fue una edición especial en la que compitieron el pueblo español de Valdepeñas. contra varios pueblos de Portugal. El ganador fue Portugal, pese a que los pueblos de España llevaban 14 veranos jugando en este programa y los pueblos portugueses tan solo un verano.